# Lądowisko Blachdom Plus Rybarzowice
Lądowisko Blachdom Plus Rybarzowice (kod ICAO: EPRY) – lądowisko śmigłowcowe w Rybarzowicach w województwie śląskim, położone przy ul. Żywieckiej 873. Przeznaczone jest do wykonywania startów i lądowań śmigłowców o dopuszczalnej masie startowej do 5700 kg.
Lądowiskiem zarządza przedsiębiorstwo „Blachdom Plus” (podobnie jak lądowiskiem w Makowie Podhalańskim). Firma ta posiada w Rybarzowicach swoją główną fabrykę zlokalizowaną w pobliżu drogi ekspresowej S1. Lądowisko zostało wpisane do ewidencji Urzędu Lotnictwa Cywilnego w roku 2015 (według stanu na marzec 2020 znajdowało się pod numerem 335).